# Siège de Zutphen (1591)
Guerre de Quatre-Vingts Ans
Batailles
- Chronologie de la guerre de Quatre-Vingts Ans
- Valenciennes
- Austruweel
- Rheindalen
- Heiligerlee
- Jemmingen
- Jodoigne
- Brielle
- 1er Flessingue
- Malines
- Goes
- Mons
- Haarlem
- 2e Flessingue
- Borsele
- Zuiderzee
- Alkmaar
- Leyde
- Reimerswaal
- Mook
- Lillo
- Zierikzee
- 1er Anvers
- 1er Bréda
- Gembloux
- Rijmenam
- 1er Deventer
- Maastricht
- 2e Bréda
- Açores
- 2e Anvers
- 3e Anvers
- Boksum
- Zutphen
- 1er Berg-op-Zoom
- Gravelines
- 3e Bréda
- 2e Deventer
- Groningue
- Huy
- 1er Groenlo1
- 2e Groenlo
- Turnhout
- Nieuport
- Ostende
- L'Écluse
- 3e Groenlo
- Saint-Vincent
- Gibraltar
- Saint-Vincent (1621)
- 2e Berg-op-Zoom
- 4e Bréda
- 4e Groenlo
- Matanzas
- Bois-le-Duc
- Abrolhos
- Slaak
- Maastricht
- 5e Bréda
- Cabañas
- Calloo
- Les Downs
- Saint-Vincent (1641)
- Hulst
- Cavite

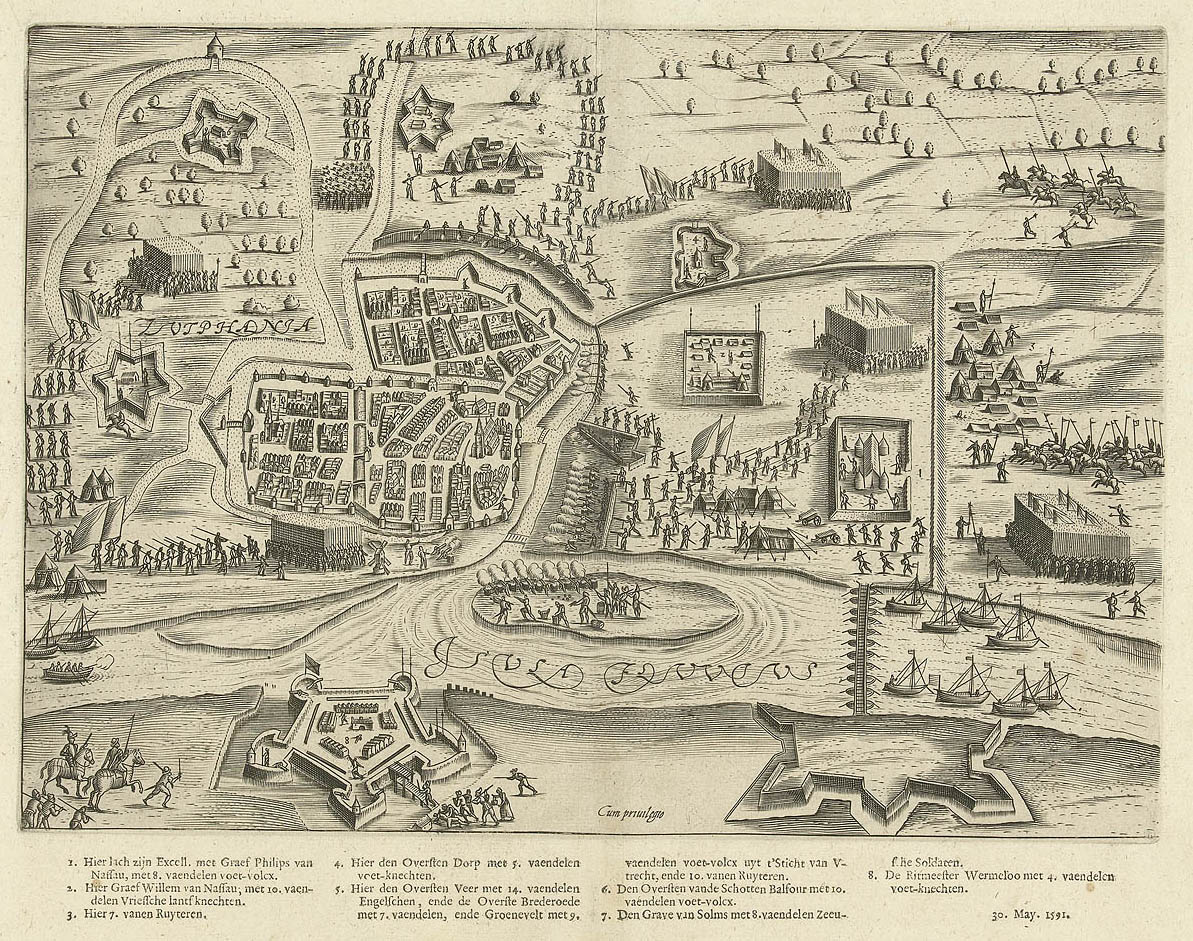
La grande redoute capturée par surprise le 24 mai et la ville prise le 30 mai 1591 par Maurice.

Le siège de Zutphen, qui a lieu du 19 au 30 mai 1591, est un épisode de la guerre de Quatre-Vingts Ans qui oppose les troupes des Provinces-Unies dirigées par Maurice de Nassau et une garnison de l'armée espagnole aux Pays-Bas.

## Contexte: Zutphen dans la guerre de Quatre-Vingts Ans
Zutphen est une ville de la ligue hanséatique sur la rive est de la rivière IJssel. Sur l'autre rive, il y a un grand fort, le Grote Schans.
Au début de l'insurrection des Pays-Bas contre Philippe II, commencée en 1568 sous la direction de Guillaume d'Orange-Nassau, la ville est conquise en 1572 par les insurgés, puis reprise en novembre par les Espagnols dirigés par don Fadrique, fils du duc d'Albe, alors gouverneur général. Il exerce de violentes représailles contre la population pour sa reddition.
En 1586, les troupes anglaises de Robert Dudley, au service des Provinces-Unies (État fondé par les insurgés en 1581), mettent le siège devant la ville, mais le gouverneur général Alexandre Farnèse réussit à assurer son ravitaillement (bataille de Zutphen) et la ville ne tombe pas. Les insurgés prennent cependant le fort du Grote Schans, dont le commandement est confié à un Anglais Rowland York (en), qui trahit l'année suivante en le livrant aux Espagnols, en même temps que William Stanley livre Deventer.
Dudley est alors renvoyé en Angleterre et le commandement en chef est confié à Maurice de Nassau, fils de Guillaume d'Orange, assassiné en 1584.

## Prélude: la campagne de 1591
Maurice commence une campagne dans l'est des Provinces-Unies en 1591. L'année précédente, il a réussi à conquérir Breda grâce à un subterfuge. Zutphen a été son premier objectif en 1591. Au cours de sa campagne, il a voulu attaquer les villes situées le long des voies navigables, afin de déplacer les troupes et l'artillerie le plus rapidement possible et aussi, de donner à l'ennemi le moins de temps possible pour obtenir des renforts. Avec 100 navires, il a pu transporter 9 000 soldats et 1 600 cavaliers jusqu'à Zutphen. Ce mouvement rapide a permis à Maurice d'installer 29 canons en cinq jours.

## Le siège

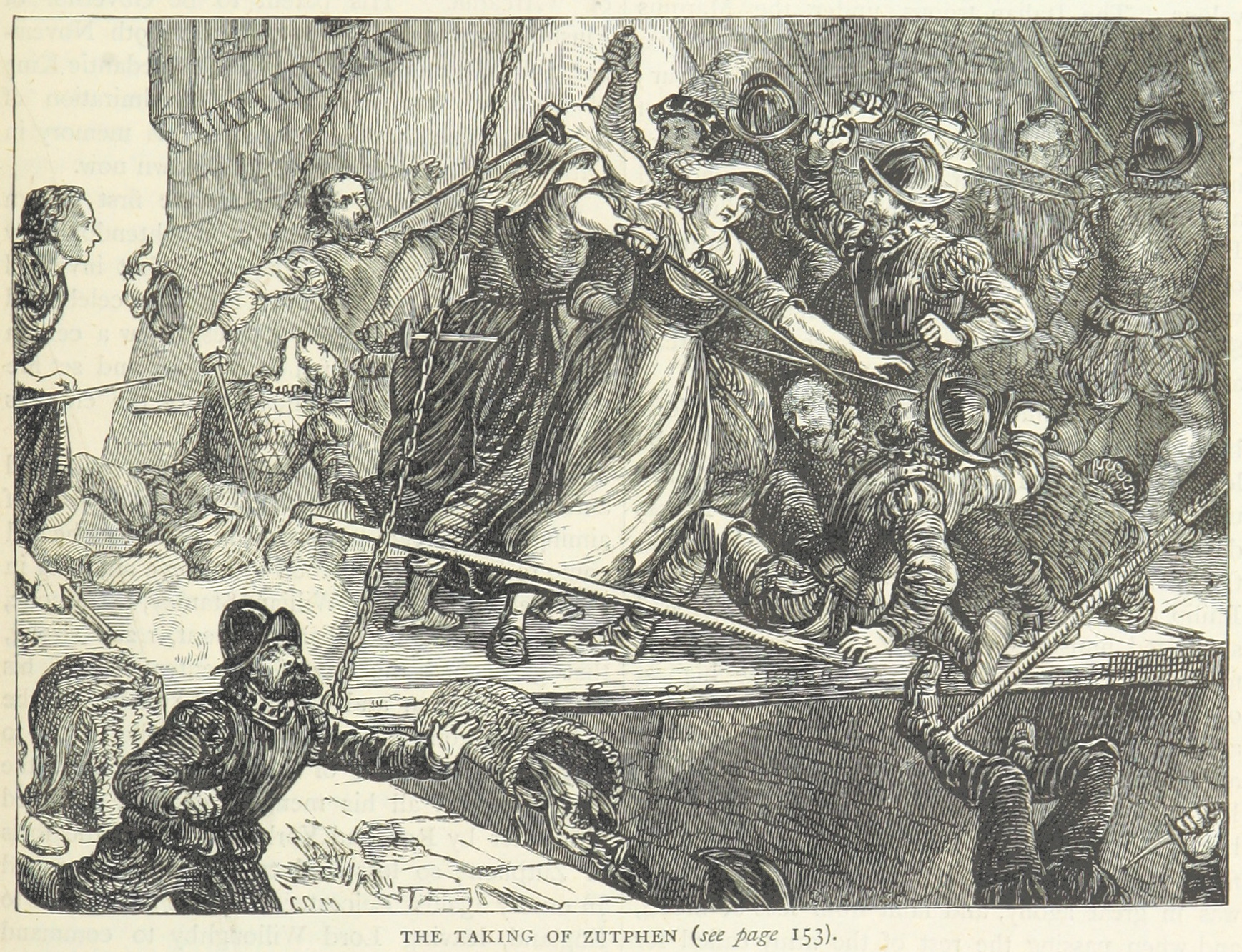
Tableau

Pendant le siège de la ville, Maurice a de nouveau employé la ruse. D'abord, il a fait déguiser un petit nombre de ses soldats en fermiers. Puis il les fit chasser par sa cavalerie, de sorte qu'ils furent pris comme des réfugiés par les troupes espagnoles du Grote Schans. Une fois dans l'enceinte, cela a permis aux "fuyards" de maîtriser la garnison de la redoute et de la capturer. Peu de temps après, la ville s'est également rendue aux troupes des Provinces-Unies.

## Conséquences
Après le siège, Maurice s'est déplacé vers le nord avec ses troupes. La ville de Coevorden était l'objectif suivant, mais sur le chemin, il a décidé d'assiéger Deventer et il a capturé la ville lors du siège de Deventer. Puis, il est allé tout au nord, à Delfzijl, afin de pouvoir assiéger Groningen.